# Carex vallis-pulchrae
Carex vallis-pulchrae är en halvgräsart som beskrevs av Rodolfo Amando Philippi. Carex vallis-pulchrae ingår i släktet starrar, och familjen halvgräs.

## Underarter
Arten delas in i följande underarter:
- C. v. barrosiana
- C. v. vallis-pulchrae